# Antraknoza pomidora

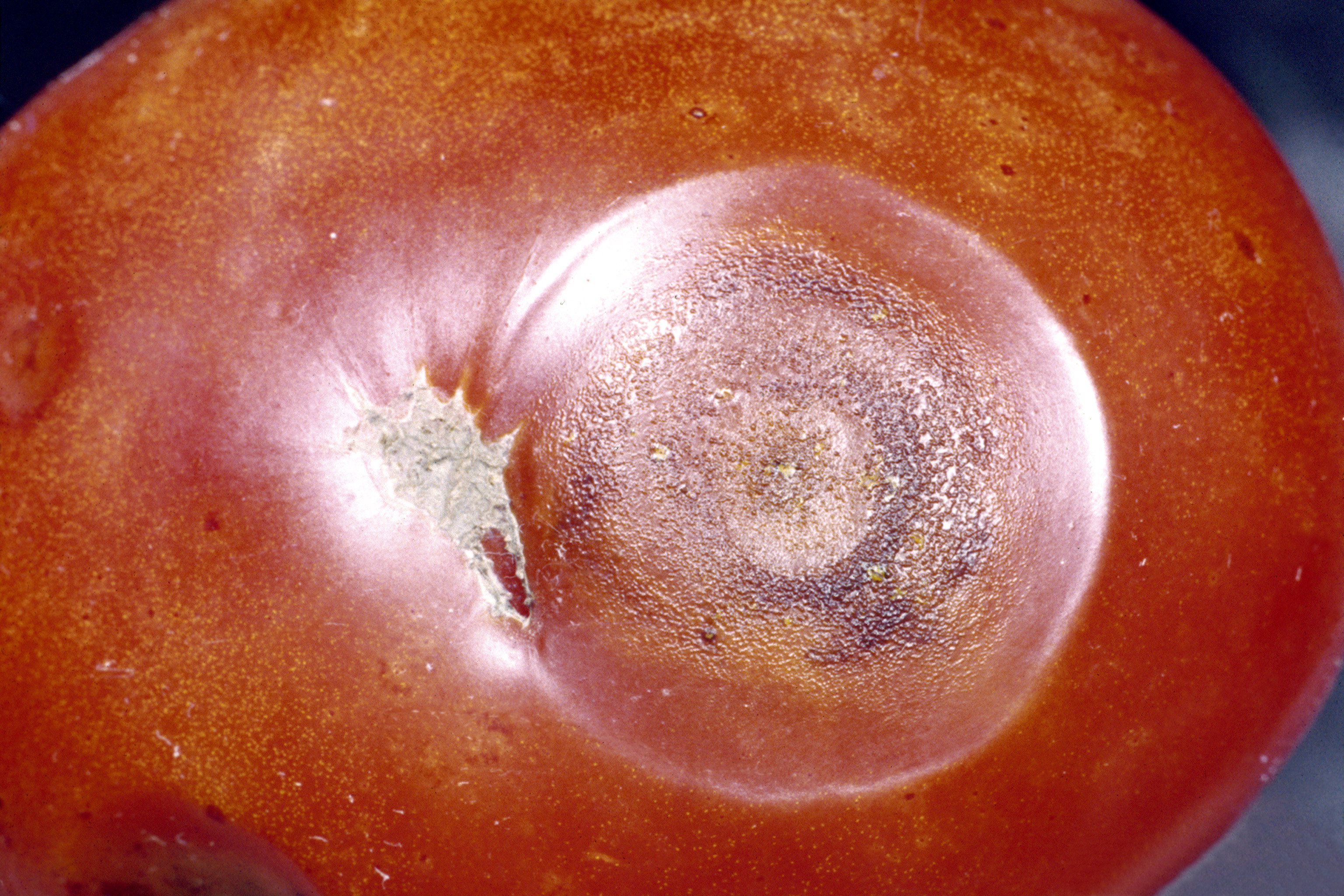

Antraknoza pomidora (ang. anthracnose of tomato), w niektórych opracowaniach wraz z antraknozą ziemniaka traktowana jako antraknoza ziemniaka i pomidora – choroba pomidora należąca do grupy antraknoz, wywołana przez Colletotrichum coccodes i Colletotrichum gloeosporioides.

## Objawy i szkodliwość choroby
Antraknoza pomidora (Solanum lycopersicum) jest powszechną chorobą grzybową występującą w uprawie polowej na dojrzałych owocach pomidorów, oraz w okresie ich dojrzewania i przechowywania po zbiorach. Atakuje głównie owoce, ale może infekuować również liście, łodygi i korzenie. Może powodować znaczne straty w plonie. Szczególnie sprzyjają jej okresy wilgotnej, deszczowej pogody i mgła. Ponadto zakażone owoce mają krótką trwałość i są podatne na różnorodne patogeny wtórne, które przyspieszają gnicie owoców.
Objawy zaczynają się jako małe, lekko zapadnięte, wodniste, okrągłe plamy. Zmiany te mogą osiągnąć średnicę do pół cala średnicy i często są koncentrycznie strefowane. W ich środku rozwijają się ciemne acerwulus, w których wytwarzane są zarodniki. Masy zarodników w kolorze łososiowym uwalniane są z nich podczas wilgotnej pogody. Zmiany na owoce często łączą się ze sobą i dają duże zgniłe obszary. Ponadto wtórne patogeny często rosną na tych zmianach i spowodują całkowitą zgniliznę owoców. Czasami także na liściach pojawiają się niewielkie plamki.

## Epidemiologia
Colletotrichum coccodes ma szeroką gamę żywicieli obejmującą co najmniej 68 gatunków roślin uprawnych i chwastów. Może przetrwać w postaci małych, czarnych mikrosklerocjów w glebie, oraz w acerwulusach w szczątkach roślinnych. Może być również przenoszony przez nasiona i może powodować infekcje sadzonek w rozsadnikach. Dolne liście i owoce mogą zostać zainfekowane przez kiełkujące mikrosklerocja, a następnie następują infekcje wtórne dokonywane przez zarodniki wytwarzane w acerwulusach.. Zarodniki te są ważnym inokulum wtórnych infekcji w całym sezonie wegetacyjnym. Zwykle rozprzestrzeniają się przez rozpryskiwanie wody podczas deszczu i odgórnego nawadniania. Małe i zielone owoce mogą być zakażone, ale objawy nie pojawiają się na nich, dopóki nie zaczną dojrzewać, choroba ma bowiem długi okres utajenia. Na dojrzałych owocach zmiany stają się widoczne w ciągu 5 do 6 dni po zakażeniu. Chorobie sprzyjają wysokie temperatury (24–27 °C), chociaż grzyb może powodować infekcje w szerokim zakresie temperatur (12–35 °C). Wydłużone okresy nawilżenia liści i owoców spowodowana częstymi deszczami i odgórnym nawadnianiem sprzyja rozwojowi choroby. Im dłużej powierzchnie owoców są mokre, tym większe nasilenie antraknozy.

## Ochrona
Zintegrowany program ochrony przed tą chorobą obejmuje następujące działania:
- Zakup kwalifikowanego materiału siewnego pochodzącego z renomowanego źródła;
- Przy korzystaniu z własnych nasion moczy się je w gorącej wodzie o temperaturze 50 °C przez 25 minut. Po zabiegu zanurza się gorące nasiona w zimnej wodzie i suszy na papierze;
- Płodozmian. Aby zapobiec gromadzeniu się inokulum patogenów glebie, na tym samym polu ziemniaki, paprykę i pomidory można uprawiać nie częściej, niż co dwa lata;
- Zwalczanie chwastów powoduje zmniejszenie inokulum;
- Pomidory powinny być uprawiane na dobrze przepuszczalnej glebie;
- Usuwanie z pola roślin porażonych;
- Usuwanie z pola resztek pożniwnych;
- Unikanie nawadniania odgórnego (deszczowanie). Najlepsze jest nawadnianie kropelkowe. Przy nawadnianiu odgórnym robi się to rano, by rośliny zdążyły przeschnąć;
- Ściółkowanie gleby zmniejsza rozbryzgi zarodników podczas deszczu;
- Owoce zbiera się natychmiast, gdy dojrzeją, gdyż ich dłuższy pobyt na polu wydłuża ich okres potencjalnego zainfekowania;
- Profilaktycznie stosuje się fungicydy od momentu zawiązywania się owoców. Opryskiwanie powtarza się przy deszczowej pogodzie, odstępy między opryskiwaniami mogą być dłuższe przy suchej pogodzie. Stosuje się fungicydy zawierające chlorotalonil, mankozeb, azoksystrobinę(inne języki) i preparaty miedziowe (z zachowaniem okresu karencji)[4].